# Bosna i Hercegovina u Austro-Ugarskoj
Austro-Ugarska Monarhija započela je svoju vlast nad Bosnom i Hercegovinom zaposjedanjem zemlje 1878. godine. Sljedeće četiri godine zemljom je upravljala vojna uprava, da bi 1882. bila zamijenjena civilnom vlasti. Godine 1908. Austro-Ugarska je odlučila pripojiti BiH, izazvavši takozvanu aneksijsku krizu. Napetosti zbog pretenzija Srbije na BiH zbog velikog udjela Srba u stanovništvu dovele su do sukoba dvaju blokova – njemačko-austrougarskog i rusko-srpskog. Godine 1910. u zemlju je uveden normalan politički život i rad Sabora Bosne i Hercegovine, no Sarajevski atentat 28. lipnja 1914. bio je povod Prvom svjetskom ratu. Bojišnica između Austro-Ugarske i Srbije protezala se istočnom Bosnom i dolinom Drine. Prilikom raspada Austro-Ugarske, u studenom 1918. BiH pristupa Državi SHS.

## Austrougarsko zaposjedanje
U lipnju 1878. na Berlinskom kongresu velike europske sile su dale mandat Austro-Ugarskoj da uđe s vojskom u Bosnu i Hercegovinu pod izgovorom uspostave reda i mira. Austrougarska vojska je na čelu s generalom Josipom Filipovićem potkraj srpnja iste godine prešla granicu. U Beču su 1878. očekivali da će ući u Bosnu i Hercegovinu uz vojničku glazbu. Skupili su nekoliko desetaka tisuća vojnika, uglavnom susjednih Hrvata, Slovenaca i drugih slavenskih naroda kako bi se pokazali srodnom i bliskom državom. Austrougarskim postrojbama, jačine 82.000 ljudi, suprotstavila se slabo organizirana muslimanska milicija od 40.000 vojnika, koju je vodio sarajevski agitator Hadži Lojo, uz određen broj pridruženih pravoslavnih harambaša. Glavne Austrougarske snage od 9.400 vojnika pod zapovjedništvom Hrvata baruna Josipa Filipovića, brzo su prodrle kroz sjevernu Bosnu osvojivši Banju Luku, Maglaj i Jajce. Nakon bitke kod Viteza u srednjoj Bosni, u kojoj su presudno porazile vojsku bosanskih muslimana, Filipovićeve postrojbe zauzele su Sarajevo, u kojemu je pružen žestok otpor domaćeg muslimanskog stanovništva, te napredovanjem kroz Hercegovinu i Novopazarski sandžak zauzele cijelu Bosnu i Hercegovinu.
Nakon tri mjeseca borbi, Austro-Ugarske je uspostavila vojnu okupaciju na čitavom prostoru Bosanskog pašaluka, uključujući i Sandžak. Zbog dogovora na Berlinskom kongresu o zadržavanju vrhovne sultanove vlasti, ali i zbog dualističkog ustroja Monarhije, Bosna i Hercegovina nije pripojena ni austrijskom ni ugarskom dijelu, nego je nad njom uspostavljena zajednička vlast, kondominij. Nova vlast je pretvorila Bosnu i Hercegovinu u protektorat. U Sarajevo, Tuzlu, Banju Luku i Mostar poslani su stručnjaci uglavnom iz Hrvatske, Česke, Poljske, Slovenije i drugih slavenskih zemalja, koji su znali jezik. Na čelu svega bio je hrvatski general u austrijskoj vojsci Josip Filipović, ali je uskoro smijenjen po nalogu iz Budimpešte, a Bosna i Hercegovina je podijeljena između Austrije i Ugarske kao kondominij. U austrougarskim planovima Novopazarski je sandžak bio tretiran kao dio Bosne i Hercegovine, no poslije ga je Austro-Ugarska napustila i nije ga pripojila.

## Modernizacija tijekom protektorata
Od 1878. do 1918. godine traje austrijska uprava u Bosni i Hercegovini. Tijekom toga perioda, najznačajni procesi koji su oblikovali društvo bili su: ponovno uključivanje Bosne i Hercegovine u kulturni i politički prostor Europe (od 1878. BiH i njeni narodi su dio europskog poretka, i njena sudbina je povezana s europskim ideologijama, sukobima i geopolitičkim planovima) i konačna kristalizacija bosanskohercegovačkih Hrvata i Srba od etničko-vjerskih u moderne političke subjekte, ili, od naroda u nacije, integrirane u nacionalni korpus zajedno sa svojim sunarodnjacima izvan BiH. Bosanskohercegovački Muslimani, koji su teško primili odvajanje od Osmanskog Carstva, i prvi puta se našli pod vlašću stranog, kršćanskog i zapadnog imperija, reagirali su dvojako: jedan dio (po nekim procjenama, od 100.000 do 200.000 ljudi) se iselio u Osmansko Carstvo, a drugi su nevoljko prihvatili austrijsku vlast, i pokušali se prilagoditi, bilo inzistiranjem na održanju zatečenog stanja, bilo modernizacijom u zapadnom stilu.
Reorganizirana je upravna podjela.
Usprkos određenim pokušajima osmanskih vlasti da se gospodarstvo i državna uprava osuvremene, modernizacija je u Bosni i Hercegovini bila i dalje u samim početcima. Nerazvijeno gospodarstvo, loše i malobrojne prometnice te zastarjela osmanska državna uprava stavili su pred austrougarske vlasti 1878. godine velik zadatak. Posebice je velik bio nedostatak školovanog činovništva i stručnih osoba. Zato je nova vlast od prvih godina uspostavljanja protektorata započela u Bosnu i Hercegovinu dovoditi stručni kadar koji je trebao organizirati državnu upravu i pokrenuti gospodarstvo. Među stručnjacima i obrazovanim ljudima koji su tada došli u Bosnu i Hercegovinu bilo je mnogo Hrvata, ali i ljudi iz drugih krajeva Monarhije. Posebice su se u velikom broju doseljavali Slovenci, Česi, Slovaci i Poljaci, kojima se nije bilo teško snaći u novoj sredini zbog bliskosti slavenskih jezika. U početku je na čelu Bosne i Hercegovine bio general Josip Filipović, ali je 1882. uvedena civilna uprava pa je za prvog civilnog upravitelja postavljen Mađar Benjamin Kállay, tadašnji austrougarski ministar financija.
Kállay je od početka u svojem vođenju Bosne i Hercegovine radio na obrani mađarskih interesa. Mađari su u to vrijeme najveću opasnost vidjeli u ujedinjenju austrougarskih Slavena protiv mađarskog interesa. Zato je i Kállay nastojao u Bosni i Hercegovini voditi takvu politiku koja bi spriječila jačanje ujedinjavanja južnoslavenskih naroda. Prirodnog saveznika za svoje planove našao je u agama i begovima, koji su i dalje bili gospodarski najsnažniji sloj bosanskohercegovačkog stanovništva. Oni su na gospodarskom planu nastojali zadržati svoje posjede, a na nacionalnom i vjerskom planu su se zalagali za bošnjaštvo, odnosno za stvaranje bosanskog nacionalnog identiteta utemeljenog na islamskoj kulturi. Kállay je u bošnjaštvu vidio prigodu i za ostvarenje mađarskih interesa, pa je pokušao Hrvate i Srbe u Bosni i Hercegovini prisiliti da se odreknu vlastitog nacionalnog identiteta i postanu Bosanci katoličke i pravoslavne vjeroispovijesti. Svoju je politiku provodio na grub način zabranjujući hrvatske i srpske institucije i proganjajući isticanje njihovih nacionalnih imena, a pokušavao je stvoriti i umjetni zajednički bosanski jezik. U svojim nakanama Kállay je ipak veću opasnost vidio i Hrvatima nego u Srbima, što je bilo povezano i s vladavinom Khuena Héderváryja u Banskoj Hrvatskoj, kao i s odnosom Obrenovićeve Srbije prema Austro-Ugarskoj.
Kállayevo savezništvo s bosanskohercegovačkim plemstvom imalo je ozbiljne posljedice na socijalne odnose. Glavno modernizacijsko pitanje na selu bilo je pitanje agrarne reforme, odnosno oduzimanja vlastelinskom plemstvu i davanje iste seljacima, što bi riješilo egzistenciju velikog dijela stanovništva. No austrougarske se vlasti tu reformu nisu usudile provesti, što je znatno utjecalo na gospodarsko i društveno zaostajanje zemlje. Tako su feudalni zemljoposjednički-kmetski odnosi iz osmanskog razdoblja ostali na snazi još dugo nakon uspostave autrougarske vlasti.
Austrougarsko razdoblje je doba umjerene modernizacije Bosne i Hercegovine (početci industrijalizacije, reforme u školstvu i društvenim odnosima), koja je imala za cilj zadržati BiH kao posebnu, samo-održivu upravnu jedinicu u okviru Austro-Ugarske Monarhije, ali bez radikalnih poteza koji bi mogli poremetiti ravnotežu odnosa u Habsburškom Carstvu. Opća zaostalost (manje od 15 % gradskog stanovnistva, socijalno-nacionalni antagonizmi, od približno 85.000 kmetovskih obitelji, srpskih je bilo oko 60.000, a hrvatskih 25.000. Broj bosanskohercegovačkih Muslimana kmetova bio je zanemariv) kočila je provedbu i umjerenih reformi. U Bosnu i Hercegovinu se do 1914. godine doselilo oko 180 do 200 tisuća Hrvata, Slovenaca, Čeha, Nijemaca i drugih.
Bosna i Hercegovina je u Kállayevo vrijeme doživjela vidljiv napredak na području gospodarstva i kulture. 1884. je započela izgradnja katedrale koja je dovršena 1889. Godine 1888. u Sarajevu je otvoren Zemaljski muzej, a 1896. Gradska Vijećnica. Širom zemlje otvarale su se škole i izgrađivale prometnice. Posebice je značajna bila izgradnja uskotračne pruge Bosanski Brod-Sarajevo-Mostar-Metković. Željeznica je bila važna za izvoz glavnih proizvodnih grana: drvne industrije, proizvodnje duhana, željeza te eksploataciju ugljena i kamene soli. U to su vrijeme u Sarajevu izgrađene neke od najreprezentativnijih javnih zgrada koje su u bosanskohercegovački urbani prostor počele unositi europske graditeljske stilove.
Između 1879. i 1913. oko 40 % od oko 89 000 kmetovskih kućanstava otkupilo je zemlju na kojoj je živjelo. Međutim, situacija oko posjedovanja zemlje neznatno se promijenila. Godine 1910. 91 % zemljoposjednika koji su posjedovali i kmetove bili su muslimani. 68 % srpskoga, 57 % hrvatskoga i samo 7 % muslimanskog poljoprivrednog stanovništva bili su kmetovi ili djelomično kmetovi. Bilo je još oko 50 000 seljaka zakupnika, pretežno pravoslavaca, čiji je gospodarski položaj bio osjetno teži od položaja kmetova. Kad je Habsburška Monarhija zaposjela Bosnu i Hercegovinu muslimani koji nisu željeli prihvatiti novu vlast selili su u Tursku. Udio u stanovništvu stoga im se smanjio s 38,7 % godine 1879. na 32,3 % godine 1910. Udio pravoslavaca ostao je gotovo nepromijenjen (43,5 %), a katolika se malo povećao zbog useljavanja državnih službenika s 18,1 % na 22,9 %.

## Obnova crkvene hijerarhije
Znajući koliki utjecaj na narod u Bosni i Hercegovini ima Crkva, austrougarske su vlasti već nakon prvih godina svoje vladavine nastojale pod svoju kontrolu staviti sve vjerske i crkvene zajednice u BiH. Godine 1881. Austro-Ugarska je potpisala Konkordat s Vatikanom o uvođenju svjetovne katoličke hijerarhije u Bosni i Hercegovini. Njime su franjevci, koje austrijske vlasti nisu držale pouzdanim političkim elementom, izgubili pozicije u Bosni i Hercegovini koje su godinama držali, te su se morali podvrgnuti novoj svjetnovnoj hijerarhiji. Nova je Austro-Ugarska vlast koristila sva sredstva kako bi učvrstila svoju vladavinu u Bosni i Hercegovini, pa je tako računala i na značajan utjecaj katoličkog svećenstva među hrvatskim pučanstvom. Stoga je, 2. veljače 1882. godine iz Carske kancelarije u Beču upućeno pismo zahvale biskupu fra Paškalu Buconjiću u kojem se ističe održavanje katoličkog stanovništva u Hercegovini i obećaje dalja carska naklonost prema tom stanovništvu.
U Bosni i Hercegovini je 1881. godine uspostavljena redovna crkvena organizacija. Za nadbiskupa vrhbosanskog postavljen je Josip Stadler. Ukinuta su oba apostolska vikarijata: bosanski i hercegovački, kao i misijski oblici djelovanja, umjesto kojih su uspostavljene tri biskupije: Vrhbosanska nadbiskupija sa sjedištem u Sarajevu, te Banjalučka i Mostarska biskupija. Stadlerovim dolaskom za nadbiskupa pokrenute su novine "Vrhbosna" i "Hrvatski dnevnik". Nadbiskup je podupirao rad brojnih dobrotvornih institucija, među kojima i sirotišta, te izgradio biskupijski dvor i katedralu u Sarajevu.

## Hrvatski narodni preporod
Nositelji modernizacijskih procesa u društvu Bosne i Hercegovine su bili franjevci koji su u mnogim krajevima osnivali bolnice, škole, tiskare i prva glasila. Među najpoznatijim se isticao fra Grgo Martić, rođen u Rastovači pokraj Posušja, koji je svojim radom obilježio kulturni i politički život Bosne i Hercegovine tijekom druge polovice 19. stoljeća. Kao književnik ostao je najviše upamćen po djelu Osvetnicima, ciklusu epskih pjesama koje su skupljene i prvi put zajedno objavljene 1893.
Potkraj devedesetih godina 19. stoljeća Hrvati u Bosni i Hercegovini osnivaju narodne čitaonice i kulturna i pjevačka društva, dok se početkom 20. stoljeća javlja sloj hrvatske inteligencije koji će odigrati značajnu ulogu u političkome i kulturnom životu Hrvata.
Na kulturno-prosvjetnom polju, valja posebno istaknuti značenje prvih hrvatskih novina na tlu Bosne i Hercegovine što ih je pokrenuo i uređivao Franjo Milićević sa svojim suradnicima, a to su: Hercegovački bosiljak (1883.), Novi hercegovački bosiljak (1884.), Glas Hercegovca (1885.). Krajem devedesetih godina 19. stoljeća franjevci su u Mostaru pokrenuli novi list - Osvit, u kojem su zastupljene političke ideje pravaša Josipa Franka. Kao temeljnu odrednicu svoga programa, list je uzeo prirodno, povijesno i narodno pravo Hrvata u Bosni i Hercegovini na sjedinjenje s Banskom Hrvatskom i ostalim hrvatskim zemljama.
Godine 1911., fra Didak Buntić pokrenuo je u Hercegovini široku akciju borbe protiv anafalbetizma. Tijekom nekoliko godina zahvaljujući toj akciji više od 10 000 osoba naučilo je čitati i pisati. Uz katoličke svećenika stasale su i prve generacija svjetovnih intelektualaca, uglavnom odvjetnika i liječnika, koji su postupno preuzimali na sebe vodstvo društvenog života. Važnu ulogu u društvenom životu imala su u to vrijeme pjevačka društva. Godine 1888. u Mostaru je osnovano Hrvatsko glazbeno-pjevačko društvo Hrvoje, nakon čega 1889. slijedi osnivanje pjevačkog društva Vlašić u Travniku, a 1894. počelo je s djelovanjem i pjevačko društvo Trebević u Sarajevu. Osim u pjevačkim društvima, Hrvati se okupljaju i u podružnicama Hrvatskog sokola, čija je prva organizacija osnovana u Sarajevu 1900., kao i u brojnim katoličkim organizacijama.
Godine 1902. u Mostaru je osnovano Hrvatsko potporno društvo za siromašne đake i naučenike, a nekoliko mjeseci poslije u Sarajevu je osnovano Hrvatsko društvo za namještanje djece na zanate i trgovinu. Sarajevsko je društvo 1904. svojem imenu dodalo naziv Napredak, a godine 1907. s njime se ujedinilo i mostarsko društvo. Tako je započeo život Hrvatskog kulturnog društva Napredak koje je i danas najznačajnije kulturno-prosvjetno društvo Hrvata u Bosne i Hercegovine. Hrvatska društva nisu bila vjerski isključiva, pa su okupljala i mnoge muslimane koji su prihvatili hrvatski nacionalni identitet.
Tomu je znatno pridonijelo širenje pravaškog pokreta koji je svoju politiku gradio na ideji državnopravne tradicije i etničkog zajedništva Hrvata i muslimana. Osim toga. brojni su muslimanski mladići počeli odlaziti na školovanje u Bansku Hrvatsku, posebice u Zagreb, gdje su završavali gimnazije i studirali na Sveučilištu. Među takvima je bio i Safvet-beg Bašagić koji je u Zagrebu polazio gimnaziju. Bašagić je 1894. sudjelovao u polaganju temeljnog kamena za Starčevićev dom, zbog čega mu je zabranjeno polaganje mature. Poslije je postao ugledni bosanskohercegovački intelektualac i autor većeg broja knjiga, među kojima se ističe Znameniti Hrvati Bošnjaci i Hercegovci u Turskoj carevini iz 1931. u izdanju Matice hrvatske.

## Aneksija i aneksijska kriza
Godine 1903. Kállay je otišao iz Bosne i Hercegovine, čime je u tim zemljama započelo novo razdoblje. Promjene su se osjetile prije svega u tome što su austrougarske vlasti odustale od politike stvaranja jedna bosanske nacije, pa sva tri naroda tada započinju kulturno i političko oblikovanje svojih zajednica. godine 1905. Srbi su u Bosni i Hercegovini dobili svoju crkveno-školsku autonomiju, a 1909. i muslimansko stanovništvo dobiva svoju vjersko-vakufsku autonomiju. Premda je Austro-Ugarska godine 1878. ušla u Bosnu i Hercegovinu tobože samo radi uspostave reda i mira, bilo je odmah jasno da će se ta teritorijalna okupacija prije ili poslije pretvoriti u aneksiju, jer se Austriji gledalo dopustiti nekakvu naknadu za odustajanje od talijanskih posjeda.
Pod utjecajem mladoturskog pokreta u Osmanskom Carstvu Austro-Ugarska je 1908. godine odlučila proglasiti aneksiju Bosne i Hercegovine. Tim je činom Bosna i Hercegovina prestala biti samo protektorat i u potpunosti je inkorporirana u teritorij Austro-Ugarske čime je i službeno prestala osmanska vladavina koja je trajala 445 godina.
Austro-Ugarska je 29. veljače 1909. postigla dogovor s Osmanskim Carstvom o isplati 2,5 milijuna otomanskih lira (otomanska lira = funta, po zlatnom standardu) (54 milijuna kruna) u zlatu kao naknadu za aneksiju Bosne i Hercegovine. Što po zlatnom standardu, koji je vrijedio za krunu (1 kg zlata = 3280 Kr.), proizilazi: 54 000 000 Kr./3 280 Kr. = 16 463 kg zlata. Otprilike kao što su stotinu godina ranije SAD platile za Francusku Louisianu ili višestuko više nego što su četrdesetak godina ranije SAD platile Rusima za Aljasku.
Osmanlijskom Carstvu je vraćen samo Sandžak. Nakon proglašenja aneksije proglašen je ustav, a 1910. osnovan je i Sabor Bosne i Hercegovine. Sabor Bosne i Hercegovine nije bio samostalan, nego je sve svoje zaključke morao podnositi na odobrenje austrijskim i ugarskim vlastima, što pokazuje da je i dalje djelovao austrijsko-mađarski kondominij.
Godine 1908. dolazi do Aneksijske krize. Aneksija Bosne i Hercegovine izazvala je prosvjede Srba i Muslimana, ali i oštre istupe država Srbije i Crne Gore koje su prijetile ratom tvrdeći da je BiH nacionalno srpska zemlja. Naime, srpski političari prema velikosrpskoj teoriji tvrdili su kako su svi katolici i muslimani koji govore štokavskim narječjem pravi Srbi. Srbiju i Crnu Goru je 1908. godine primirila Rusija, kao njihov zaštitnik, s tvrdnjom kako još nije spremna za rat. Tako je aneksijska kriza oko BiH riješena samo privremeno, diplomatskim putem, ali su pripreme za konačni obračun ipak nastavljene. U Beogradu je osnovana teroristička organizacija Ujedinjenje ili smrt (poznato i kao Crna ruka). Jačanje srpske države, posebno poslije uspjeha u Balkanskim ratovima (1912. – 1913.), kao države-klijenta ruskog carstva, uz antagonizam velikih sila u Europi, dovelo je, kroz srbijansko financiranje sve radikalnijeg pro-jugoslavenskog i pro-srbijanskog tajnog udruženja Mlada Bosna i atentata na austrijskog prijestolonasljednika u Sarajevu, do Prvog svjetskog rata i raspada Austro-Ugarske Monarhije.

## Organiziranje političkih stranaka
Hrvati, Srbi i muslimani započeli su početkom 20. stoljeća i s političkim organiziranjem. Srbi su se politički okupili oko Srpske narodne organizacije, a muslimani su osnovali svoju Muslimansku narodnu organizaciju. Počeci političke djelatnosti bosanskohercegovačkih Hrvata započinju zapravo još s Ilirskom pokretom. Mnogi su se pojedinci iz Bosne i Hercegovine oduševili ilirizmom i u njemu sudjelovali, ponajviše kulturnim radom i slanjem svojih priloga ilirskim novinama i časopisima o stanju u svojoj zemlji. Među oduševljenim bosanskohercegovačkim ilircima posebice su se isticali fra Ivan Franjo Jukić i fra Grgo Martić. Godine 1885. u Mostaru je započeo izlaziti list Glas Hercegovca, prvo političko glasilo bosanskohercegovačkih Hrvata, koje je izlazilo do 1896. Taj se list suprotstavljao vladavini Kállaya, tražeći pravo Hrvata na svoj vlastiti jezik i identitet. Među bosanskohercegovačkim Hrvatima najjače je zaživjela pravaška idjea zajedništva Hrvatske s Bosnom i Hercegovinom. Ona je bila snažno prihvaćena i zato što je otvarala vrata suradnje s muslimanskim stanovništvom.
Godine 1898. u Mostaru je počeo izlaziti pravaški list Osvit, koji je podržavao politiku Čiste stranke prava. Političke stavove pravaša podržavao je i sarajevski nadbiskup Josip Stadler. On je 1906. u Sarajevu pokrenuo list Hrvatski dnevnik, a oko sebe je okupio mnoge vodeće hrvatske političare toga doba. No među Hrvatima bilo je mnogo onih koji su željeli politiku neovisnu o Crkvi i prema kojima je bilo neprimjereno da najviši crkveni dostojanstvenik bude ujedno i politički vođa. Stoga je 1907. utemeljena Hrvatska narodna zajednica u kojoj je dio članova bio i muslimanske vjeroispovijesti.
Među osnivačima ove stranke su bili odvjetnici Nikola Mandić i Ivo Pilar, koji su zbog takvih pogleda došli u sukob s vodećim crkvenim krugovima. Stadler je zbog toga 1910. osnovao svoju stranku, Hrvatsku katoličku udrugu, koja je i dalje ostala na stavovima Čiste stranke prava, zalažući se za usku suradnju s Habsburgovcima. Na izborima za Sabor Bosne i Hercegovine 1910. godine Hrvatska narodna zajednica dobila je više glasova od Hrvatske katoličke udruge, pa je 1911. Mandić postao predsjednik Sabor Bosne i Hercegovine, a 1914. zamjenik zemaljskog poglavara Bosne i Hercegovine. Godine 1911. hrvatski i muslimanski zastupnici u Saboru Bosne i Hercegovine ujedinjuju se u hrvatsko-muslimanski blok kako bi se suprotstavili sve agresivnijoj srpskoj politici koja je isticala velikosrpske ideje pripojenja Bosne i Hercegovine Srbiji.

## Sarajevski atentat i Veliki rat
| Franjo Ferdinand, žrtva atentata |  | Franjo Ferdinand, žrtva atentata |
| Franjo Ferdinand, žrtva atentata |  | Gavrilo Princip, atentator       |

Kraljevina Srbija je od 1903. godine vodila otvorenu agresivnu politiku i spremala se za rat i protiv Austro-Ugarske i protiv Turske jer se nadala da će rusenjem tih dviju velesila ostvariti ideju Velike Srbije, koja se tada obično maskirala težnjom za ujedinjenje Južnih Slavena. Srbija je organizirala brojne odbore, tajna udruženja poput četničkog, provodila jaku promidžbu, spremala vojsku. Najprije je Srbija uz pomoć Rusije i malih balkanskih saveznika: Crna Gora, Bugarska, Grčka, ušla 1912. u Prvi balkanski rat, u kome je zajednički potisnuta Turska, u Drugom balkanskom ratu 1913. godine, zajedno sa saveznicima porazila Bugarsku, proširila se na jugu i postala mali hegemon na Balkanu.
Na redu je tada bila Bosna i Hercegovina, gdje su, iz Srbije i Crne Gore, radili na osnivanju javnih i tajnih društava i organizacija, kojima je jedini cilj bilo rušenje Austro-Ugarske i stvaranje Velike Srbije (Crna ruka, četnička organizacija). Pod njihovim utjecajem bila je i Mlada Bosna, koja je isticala svoj oslobodilački i tobožnji jugoslavenski program. Godine 1914. u Sarajevu je 28. lipnja ubijen prijestolonasljednik Franjo Ferdinand, sa suprugom Sofijom. Budući da je atentat organizirala prosrpska organizacija Mlada Bosna (atentator Gavrilo Princip bio je uvježbavan u terorističkim organizacijama u Srbiji i u vezi sa srpskom obavještajnom službom, kojom je zapovijedao pukovnik Apis Dimitrijević), to je ubojstvo bilo povod ratu koji je Srbiji navijestila Austro-Ugarska, a što je dovelo Prvog svjetskog rata.
U tijeku I. svjetskog rata mnogo je građana Bosne i Hercegovine, svih triju konfesija bilo unovačeno u austrougarsku vojsku i upućeno na granice prema Srbiji i Crnoj Gori. Osobito je bila jaka koncentracija uzduž rijeke Drine, te granice kultura i civilizacija tijekom brojnih stoljeća. U početku rata, imala je Srbija početne uspjehe, njena vojska je cak prešla Drinu i upala u istočnu Bosnu. Tada je austrougarska vojska pod vodstvom dvojice generala Hrvata, Sarkotića i Šnjarića, potukla Srbe kod Han Pijeska i izbacila ih preko Drine. Od 1914. do 1915. Srbija je, uz velike gubitke, izdržala i odbila ofenzive austrijske vojske pod zapovjedništvom generala Potioreka na području preko Drine.
U kasno ljeto srpska je vojska poražena od ujedinjenih austrougarskih i njemačkih armija, te se povukla preko planina na sjeveru Albanije do savezničkih vojnih snaga u Grčkoj. Njihovi državni teritoriji okupirani, a glavnina vojske se preko Albanije i Grčke dokopala solunskog bojišta gdje se uz zapadne saveznike, Francuze i Englezi, uspjela 1918. godine s juga vratiti u Srbiju i otud bez otpora ući u Bosnu, Hercegovinu, Hrvatsku, dio južne Ugarske: Bačka, Banat, Baranja i napokon i u Sloveniju.
Srbija je tada, kao jedna od pobjednica u Prvom svjetskom ratu, nastojala sve te zemlje samo priključiti Kraljevini Srbiji i tako ostvariti stoljetnu ideju o Velikoj Srbiji i njenom izlazu na Jadransko more. U tim planovima, Bosna i Hercegovina je imala središnje, dominantno mjesto. Te pokrajine i tada oko 40 posto Srba u njihovom stanovništvu, trebale su biti most prema Srbima u Hrvatskoj, poglavito na podrucju bivše Hrvatsko-slavonske vojne krajine. Na taj bi se način sav srpski i crnogorski narod, dakle pravoslavni živalj, našao u jednoj državi u kojoj bi Srbi bili prvi, najveći i vladajući narod.
Tijekom samoga rata, po nekim procjenama, demografski gubitak stanovništva Bosne i Hercegovine, uključujući ratne gubitke i iseljavanja, iznosi oko 300.000 ljudi. Srbi su u Bosni i Hercegovini bili podvrgnuti progonima i zlostavljanjima. Budućnost same BiH i njenih naroda je odlučena kolapsom Austro-Ugarske, sovjetskom komunističkom revolucijom koja je Srbiji oduzela glavnog zaštitnika velikosrpskih projekata, te mješavinom političkih igara u kojima su sudjelovali razni činitelji od Jugoslavenskoga odbora u kojemu su različite uloge igrali političari kao Ante Trumbić ili Svetozar Pribićević i srbijanske vlade s Pašićem na čelu do britanskih, američkih, francuskih i, posebno, talijanskih vojnopolitičkih aspiracija.

## Stanovništvo
| Godina | muslimani | %    | pravoslavci | %    | katolici | %    | židovi | %   | Ukupno    |
| ------ | --------- | ---- | ----------- | ---- | -------- | ---- | ------ | --- | --------- |
| 1879.  | 448.613   | 38,7 | 496.485     | 42,9 | 209.391  | 18,1 | 3.675  | 0,3 | 1,584.164 |
| 1885.  | 492.710   | 36,9 | 571.250     | 42,8 | 265,788  | 19,9 | 5.805  | 0,4 | 1,336.091 |
| 1895.  | 548.632   | 35   | 673.246     | 42,9 | 334.142  | 21,3 | 8.213  | 0,5 | 1,568.092 |
| 1910.  | 612.137   | 32,2 | 825.418     | 43,5 | 434.061  | 22,9 | 11.868 | 0,6 | 1,898.044 |

## Upravitelji
| #  | Portret | Ime (Rođen-Umro)                      | Mandat             | Mandat             | Nacionalnost |
| -- | ------- | ------------------------------------- | ------------------ | ------------------ | ------------ |
| 1. |         | Josip Filipović (1818.−1889.)         | 13. srpnja 1878.   | 18. studenog 1878. | Hrvat        |
| 2. |         | William von Württemberg (1828.−1896.) | 18. studenog 1878. | 6. travnja 1881.   | Nijemac      |
| 3. |         | Herman von Orlaburg (1828.−1887.)     | 6. travnja 1881.   | 9. kolovoza 1882.  | Nijemac      |
| 4. |         | Johann von Appel (1826.−1906.)        | 9. kolovoza 1882.  | 8. prosinca 1903.  | Nijemac      |
| 5. |         | Eugen von Albori (1838.−1915.)        | 8. prosinca 1903.  | 25. lipnja 1907.   | Nijemac      |
| 6. |         | Anton von Winzor (1844.−1910.)        | 30. lipnja 1907.   | 7. ožujka 1909.    | Nijemac      |
| 7. |         | Marijan Varešanin (1847.−1917.)       | 7. ožujka 1909.    | 10. svibnja 1911.  | Hrvat        |
| 8. |         | Oskar Potiorek (1853.−1933.)          | 10. svibnja 1911.  | 22. prosinca 1914. | Slovenac     |
| 9. |         | Stjepan Sarkotić (1858.−1939.)        | 22. prosinca 1914. | 3. studenog 1918.  | Hrvat        |

## Unutarnje poveznice
- Hrvatski narodni preporod u BiH
- Dekret o aneksiji Bosne i Hercegovine
- Aneksijska kriza
- Sabor Bosne i Hercegovine
- Sarajevski atentat
- Hrvati u Prvom svjetskom ratu

## Vanjske poveznice
- HercegBosna.org Protektorat i nacionalne ideologije
- HercegBosna.org Put prema nacionalnom bošnjaštvu
- HercegBosna.org Strah hara nad Bosnom
- HercegBosna.org Novije povjestice, vrela, kritike i raščlane
- HercegBosna.org Hrvati i/ili muslimani u prošlosti
- HercegBosna.org Mitologija o bosanskoj naciji
- Povijest Bosne  Arhivirana inačica izvorne stranice od 20. veljače 2010. (Wayback Machine) pod Austro-Ugarskom 1878. – 1914.
- Povijest Bosne  Arhivirana inačica izvorne stranice od 1. travnja 2019. (Wayback Machine) u Prvom svjetskom ratu 1914. – 1918.
- Zemljovid upravne podjele BiH i nacionalnog sastava  Arhivirana inačica izvorne stranice od 7. ožujka 2016. (Wayback Machine)

- Zakon zajedničkoga hrvatsko-ugarskog sabora ob ozakonjenju berlinskoga ugovora, Sbornik zakonah i naredabah valjanih u Kraljevini Hrvatskoj i Slavoniji, 1879. XX. (sadrži izvorni tekst ugovora na francuskom i prijevod na hrvatski)
- Zakon ob odredbah potrebitih u pogledu uprave Bosne i Hercegovine koja je berlinskim ugovorom od 13. srpnja 1878. povjerena austrijsko-ugarskoj monarkiji, Sbornik zakonah i naredabah valjanih za Kraljevinu Hrvatsku i Slavoniju, 1880. I-XVIII.
- Landesgesetzblätter für Bosnien und Herzegowina digitalna zbirka pravnih propisa za BiH 1878. – 1918. na njemačkom i hrvatskom jeziku, iz digitalne zbirke Historische Rechts- und Gesetzestexte Online, Österreichische Nationalbibliothek
- Novinarstvo!!! Spisak spomenika nastalih za vrijeme Austrougarske uprave u BiH, utorak, 5. kolovoza 2014. Većina tekstova sa zurnalizam.blogsport.hr vlasništvo je Medijskog centra Vrhbosanske nadbiskupije i Katoličkog tjednika.